# Bernardo/Homolka-Fall
Der Bernardo/Homolka-Fall ist ein kanadischer Kriminalfall, in dem Paul Kenneth Bernardo (* 27. August 1964) gemeinsam mit seiner Ehefrau Karla Homolka (* 4. Mai 1970) mehrere junge Mädchen vergewaltigte und tötete. Die beiden wurden als Ken and Barbie of Murder and Mayhem bekannt und erhielten viel Medienaufmerksamkeit.

## Morde
Im Mai 1987 vergewaltigte Paul Bernardo in Scarborough eine junge Frau, als erste einer langen Serie von Vergewaltigungen. Der Täter wurde in der Presse bald als „Scarborough Rapist“ bezeichnet. Im Oktober 1987 lernte der 23-jährige Bernardo die 17-jährige Karla Homolka kennen.
Nach der Weihnachtsfeier 1990 mit der Familie betäubten Bernardo und Homolka deren jüngere Schwester Tammy mit Tierbetäubungsmitteln, die Homolka an ihrem Arbeitsplatz gestohlen hatte, und vergewaltigten Tammy, während sie bewusstlos war. Bernardo und Homolka filmten den Tathergang mit einer Videokamera. Tammy erstickte später an ihrem eigenen Erbrochenen und starb. Ihr Tod wurde als Unfall eingestuft. Bernardo und Homolka zogen Anfang 1991 in ein gemietetes Haus in St. Catharines.
Im Juni 1991 verschleppte Bernardo die 14-jährige Leslie zu sich nach Hause, wo sie mehrere Tage lang gefangen gehalten und von ihm und Homolka mehrfach vergewaltigt und schließlich ermordet wurde. Auch diese Tat zeichneten sie auf Video auf. Sie zerstückelten die Leiche und versenkten sie im Lake Gibson. Kurz danach heirateten Bernardo und Homolka. Zur selben Zeit wurde Leslies Leiche im Lake Gibson gefunden.
Im April 1992 entführte das Paar die 15-jährige Kristen. Bernardo und Homolka vergewaltigten, folterten und ermordeten das Mädchen und nahmen die Taten auf Video auf. Das Paar entledigte sich der Leiche fern ihrer Wohnung, wo sie knapp zwei Wochen später gefunden wurde.
Im Januar 1993 fanden Homolkas Eltern ihre von Bernardo zusammengeschlagene Tochter und nahmen sie zu sich. Bernardo wurde am 17. Februar 1993 verhaftet, aufgrund der Resultate einer DNA-Analyse. Am 24. Februar wurde Homolka verhaftet. Die Videobänder der Morde waren zu diesem Zeitpunkt noch nicht gefunden worden. Am 25. Februar reichte Homolka die Scheidung ein.

## Prozesse
Ohne die Videobänder gab es zu diesem Zeitpunkt kaum Beweise für die Morde an Leslie und Kristen, so dass die Staatsanwaltschaft auf eine Aussage angewiesen war, um Anklage erheben zu können. Homolka ging eine Vereinbarung mit der Staatsanwaltschaft ein. Homolka bekannte sich des zweifachen Totschlags schuldig und wurde dafür im Juli 1993 zu zwölf Jahren Haft verurteilt. Die Staatsanwaltschaft erhielt im Gegenzug die Videobänder, die Homolka als aktive Mittäterin zeigen. Eine erneute Verurteilung wegen desselben Verbrechens ist nach kanadischem Recht auch bei Vorliegen neuer Beweise nicht möglich. 
Im Sommer 1995 fand in Toronto der viel beachtete Prozess gegen Bernardo statt, in dem Homolka aussagte. Er wurde wegen zweifachen Mordes und weiterer Verbrechen zu lebenslanger Haft verurteilt. Er wurde als gefährlich eingestuft und wird daher voraussichtlich den Rest seines Lebens im Gefängnis verbringen. Das mildere Strafmaß Homolkas wurde aufgrund der belastenden Videobänder in der kanadischen Öffentlichkeit kritisiert.
Die sechs Videobänder wurden 2001 auf richterlichen Beschluss vernichtet. 2002 erschien ein Buch von Stephen Williams über den Fall auf Französisch. Im Januar 2005 bekannte sich Stephen Williams schuldig, gegen das Veröffentlichungsverbot verstoßen zu haben, indem er die Namen der Opfer der sexuellen Übergriffe des Paares auf seiner Website veröffentlichte und erhielt eine Bewährungsstrafe. Im April 2005 teilte die Staatsanwaltschaft mit, dass Homolka nicht wegen Mordes an ihrer Schwester angeklagt werde.

## Weiteres Leben von Homolka
Homolka wurde im Gefängnis psychiatrisch behandelt und im Juli 2005 aus dem Gefängnis entlassen und gab noch am gleichen Tag Radio-Canada ein Interview. Sie lebte fortan im Raum Montreal und fand Arbeit in einem Eisenwarenladen. Ihr Chef gab Homolkas Aufenthaltsort an die Medien weiter und Homolka kündigte ihren Job und tauchte unter. 2006 erschien der Film Karla mit Laura Prepon als Karla Homolka und Misha Collins als Paul Bernardo.
Anfang 2007 brachte sie in Montreal einen Sohn zur Welt und heiratete den Vater ihres Kindes. Im Dezember 2007 meldete der französischsprachige Fernsehsender TVA, dass Homolka zusammen mit ihrem Sohn und ihrem Ehemann Kanada verlassen habe und nun in der Karibik, der Heimat ihres Mannes, leben würde.

## Weiteres Leben von Bernardo
2006 gestand Bernardo einen 20 Jahre zurückliegenden Messerangriff, und der Oberste Gerichtshof von Ontario sprach den fälschlich dafür verurteilten Anthony H. im Juni 2008 frei.